# Кіло (район)
Кі́ло (індонез. Kilo) — один з 8 районів округу Домпу провінції Західна Південно-Східна Нуса у складі Індонезії. Розташований у північній частині. Адміністративний центр — село Мбуджу.
Населення — 12228 осіб (2012; 11971 в 2010).

## Адміністративний поділ
До складу району входять 6 сіл:
| Населений пункт | Населення, осіб (2010) |
| --------------- | ---------------------- |
| Ківу, село      | 1438                   |
| Крамат, село    | 1637                   |
| Ласі, село      | 1931                   |
| Маладжу, село   | 3132                   |
| Мбуджу, село    | 2305                   |
| Таропо, село    | 1538                   |